# Mexikói származású amerikaiak
Az amerikai mexikóiak (angolul: Mexican Americans, spanyolul: mexicano-americanos vagy estadounidenses de origen mexicano) azok az amerikaiak, akik részben vagy teljesen mexikói származásúak. 2016. júliusi felmérés szerint az Egyesült Államok teljes lakosságának 11,2%-át teszik ki a mexikói származású lakosok, ez lélekszámban 36,3 millió főt jelent. Az USA spanyol és latin származású lakosságának (latin-amerikaiak) a 63,2%-át mexikóiak teszik ki.
Az Egyesült Államokban él a világ második legnépesebb mexikói közössége, egyben itt élnek legtöbben az anyaországon kívül.
Területileg az amerikai mexikóiak 60%-a Kaliforniában és Texasban élnek. 2015-ben az USA-ban hivatalosan 157.227 fő mexikói bevándorlót fogadott be és 2016-ban összesen 1,31 millió fő mexikói volt, aki az USA bevándorlási várólistáján volt nyilvántartva.

## Történelem

### 18. és 19. század
Az USA délnyugati részén Új-Spanyolország idején megjelentek a spanyol telepesek és a területen spanyol nyelven beszéltek és később jelent meg az angol nyelv használata.
1813-ban a tejanók, akik Texast gyarmatosították, létrehoztak egy olyan kormányzatot Texasban, amellyel Mexikó függetlenedne a spanyol vezetéstől. Ekkoriban ez nehéz volt, hiszen a mexikóiak a településükhöz és régiójukhoz voltak hűségesek, amik a Spanyol Alkirályság gyarmatai voltak. Ez különösen jellemző volt Mexikó központi területétől távol eső olyan régióira, mint amilyenek Zacatecas, Texas, Yucatán, Oaxaca vagy Új Mexikó voltak.
1831-ben Texasban kitört a texasi forradalom, aminek oka az volt, hogy Mexikó arra ösztönözte az Amerikából hozzájuk induló bevándorlókat, hogy telepedjenek le Texas keleti részén, emiatt 1831-re az angol anyanyelvű lakosság tízszer több volt, mint a spanyol ajkú tejanók voltak. Ráadásul mind a két népcsoport többsége Texas keleti részén élt. A mexikói kormány abban volt érdekelt, hogy az angol-amerikai bevándorlók száma növekedjen ugyanakkor csökkenjen azon betelepülők száma, akiket Amerikából be lehet engedni Texas területére. A mexikói kormány Texas területén eltörölte a rabszolgaságot, ami az amerikai rabszolgatartók haragját váltotta ki. Az amerikai telepesek számos tejanóval együtt fellázadt Mexikóváros központosított hatalmával és Santa Anna rezsimjével szemben. A többi tejano Mexikóhoz volt hűséges illetve pártatlan volt.
1836-ban Texas elnyerte függetlenségét, ám a hispán lakosságot az állam számos jogától megfosztotta, a texasi törvényhozásban hosszú időre nem lett képviseletük. 1838-ban francia expedíciós hadsereg vonult be Texas területére.
Texashoz hasonlóan, Kalifornia is spanyol gyarmat volt. A helyi lakosok a californiók voltak, akik Kalifornia spanyol ajkú mexikói és spanyol nyelvet beszélő indián származású lakosai voltak, amíg nem csatlakozott az USA-hoz. A spanyol betelepülés 1769-ben San Diegó-i Katolikus Misszió megalapításával kezdődött meg. Ezt követően 1823-ig még 20 másik missziót hoztak létre Kalifornia partvidékén.
1833-ban a missziókat a mexikói kormány szekularizálta, ami azt jelentette, hogy az állam volt addig a földek tulajdonosa. A földeket elosztották a farmerek között, amivel a terület társadalmi-gazdasági alapját hozták létre.
1846-ban a californiók vereséget szenvedtek Los Angelesben az amerikai erőkkel szemben, azt követően ismét vereséget szenvedtek miután az amerikaiak megerősítették hadi állásaikat Kalifornia déli részén. A kaliforniai aranyláz következtében bányászok tízezrei érkeztek Kaliforniába, amivel egyes területeken véget ért a Kaliforniára jellemző farmergazdálkodó ranchero életstílus.
Mindezek következtében az Egyesült Államoknak egyre több konfliktusa lett Mexikóval, Texas 1845-ös Egyesült Államokhoz való csatolása pedig kirobbantotta a mexikói-amerikai háborút. A háború az amerikaiak győzelmével ért véget. Ennek következményeként született meg 1848. február 2-án a Guadalupe Hidalgo-i békeszerződés. A békeszerződés értelmében és az 1853-as Gadsden-vétel következtében 1,36 millió km²-nyi terület került az Egyesült Államokhoz, a mai Kalifornia, Arizona, Nevada, Utah, Colorado, Új-Mexikó és Texas államok.
Az amerikai fennhatóság alá került californiók jogait továbbra is garantálták törvényben, ám a valóságban számos esetben elvették földjeiket és megfosztották jogaiktól és vagyonaiktól. Magasabb adókkal is sújtották őket, annak érdekében, hogy a rancherokon élő farmerek elveszítsék társadalmi-gazdasági befolyásukat, mert Mexikó-pártiak voltak.

### 19. század második fele: Kivándorlás Mexikóból
A liberális Porfirio Díaz által fémjelzett gazdaság fejlesztő programnak köszönhetően nem csak Mexikón belül a falvakból a városokba indult meg a vándorlás, hanem Mexikóból az Egyesült Államokba. Nagyszabású vasút építési program indult el, amivel Mexikó központi részeit kötötték össze az Egyesült Államok határával emellett más addigi elszigetelt régiókat is bevontak. A kivándorlás másik fő oka volt, hogy Mexikóban földekhez csak nemesek juthattak. Ezek miatt először fordult elő, hogy mexikóiak tömegesen vándoroltak az Egyesült Államokba jobb gazdasági lehetőségek miatt.

### 20. század
Miközben az amerikai-mexikóiak a délnyugati államokban éltek tömegesen, addig az első világháború alatt olyan ipari településekre költöztek sokan, mint St. Louis, Chicago, Detroit, Cleveland, Pittsburgh és egyéb acéliparáról híres településre. Hasonlóan az európai bevándorlókhoz, őket is olyan munkák esetében alkalmazták, amik nem igényeltek angol nyelvtudást.
A 20. század első felében számos mexikói dolgozó csatlakozott az általuk alapított illetve a már meglevő szakszervezeti szövetségekbe. A legjelentősebb mexikóiakat érintő szakszervezeti törekvés volt, amikor a mezőgazdasági dolgozóknak szakszervezetet akartak létrehozni és megalapították a United Farm Workers (Egyesült Farm Munkások) szakszervezetet, amivel hosszú sztrájkba léptek és bojkottot hirdettek az 1960-as években a San Joaquín- és a Coachella-völgyben levő szőlősgazdák ellen. A szakszervezet Cesar Chavez és Dolores Huerta vezetésével elérték, hogy a munkások kapjanak munkanélküli segélyt illetve tovább folytatták a küzdelmet, hogy a bevándorló munkások jogait védjék és elfogadható béreket kapjanak.
Az 1960-as és 1970-es években számos hispán és latin származású diák szimpatizált a mexikói nacionalizmussal és a közösségen belül igyekeztek külön nevezni magukat. Vita kezdődött a csikánó, latin, mexikói származású amerikai és hispán megnevezésről. Ezzel komoly ellentét alakult ki a közösségen belül, hiszen voltak akik, az amerikai társadalomba való integrálódás szükségességét éltették, míg mások az elszigetelődés mellett foglaltak állást. Komoly megosztottság volt a frissen betelepült mexikói családok és a második és harmadik generációs bevándorló családok közt. A megosztottságot még erősítette a többi hispán és latin származású bevándorlók a saját kulturális hátterükkel.
Ezen időszak alatt jöttek létre olyan polgár jogi szervezetek, mint a National Mexican-American Anti-Defamation Committee.
A 21. század elejére Kalifornia, Arizona, Nevada, Utah, Új-Mexikó, Colorado és Texas államokban élnek legnagyobb arányban mexikóiak. Ezenkívül jelentősen nő a mexikói népesség aránya Oklahoma, Pennsylvania és Illinois államokban is.

## Diszkriminációk és közhelyek
Az USA történelme során a mexikói származású embereket számos negatív közhellyel illeték meg, ami nagyban a média és a popkultúra terjesztett el. Mexikóiak számos diszkriminációt szenvedtek el nemzetiségük, bőrszínük, kultúrájuk, szegénységük és a spanyol nyelv használata miatt.
A nagy gazdasági világválság idején az Egyesült Államok kormánya olyan programot hozott létre, amivel mexikóiakat ösztönöztek arra, hogy költözzenek Mexikóba. Ezreket viszont ki kellett toloncolni. Több mint 500 ezer olyan személyt toloncoltak ki, akik már amerikai állampolgársággal rendelkeztek.
A második világháborúban 300 ezer mexikói származású katona szolgált az Egyesült Államok Hadseregében. Annak ellenére, hogy a mexikói származásúak a hadsereg katonai egységeibe teljesen integrálódtak, gyakran hátrányos megkülönböztetésben részesültek, még az Egyesült Államok Veteránügyi Minisztériuma is megtagadta tőlük az orvosi ellátást.

## Szegregáció

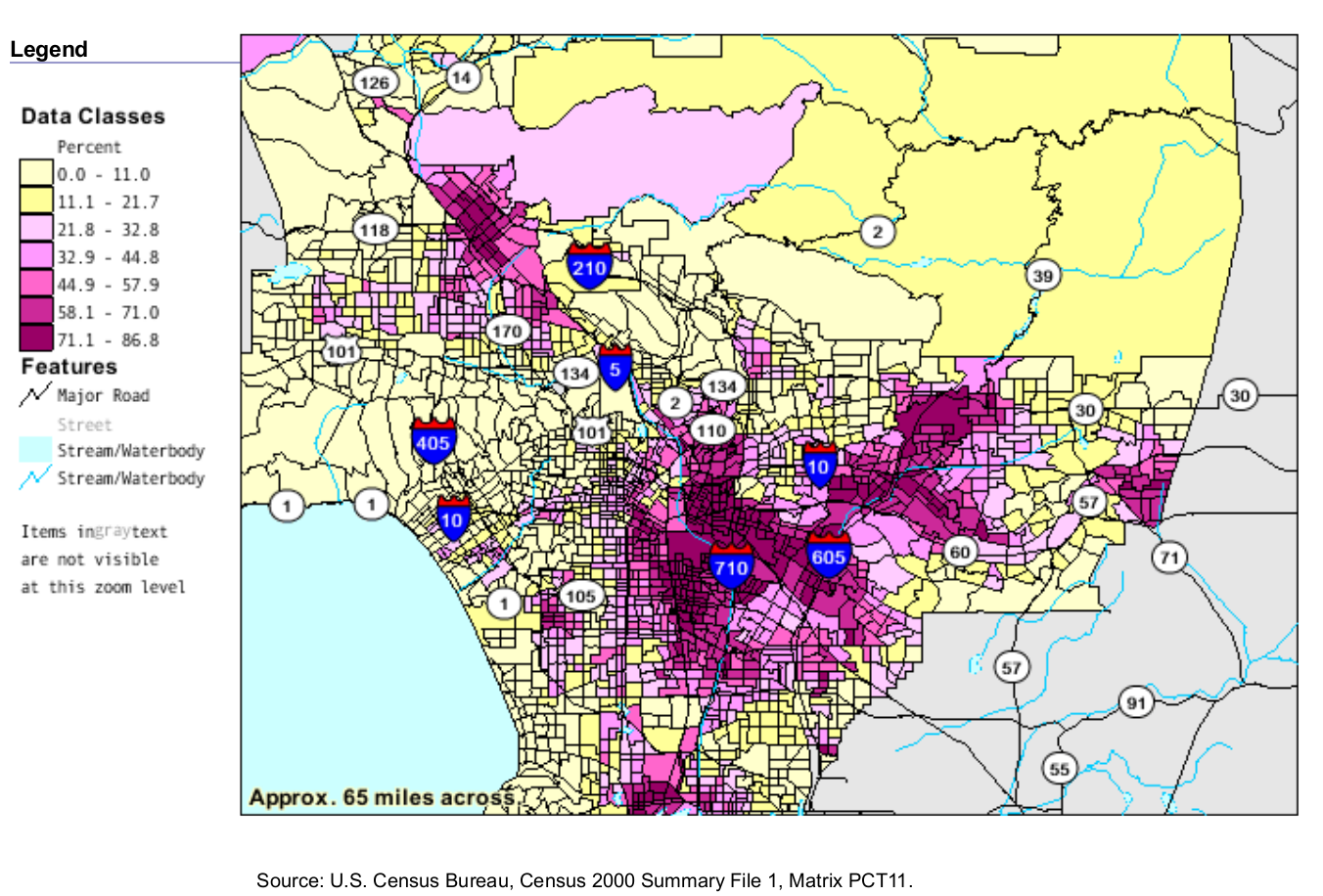
Los Angeles megyei térképen a népszámlálás szerint magukat származás és nemzetiség szerint mexikóinak valló lakosok százalékos aránya. A legnagyobb arányban a mexikóiak East Lost Angeles, Echo Park/Silver Lake, South Los Angeles, és San Pedro/Wilmington negyedekben élnek.

### Mexikói származású amerikaiak és azAfroamerikaiakszegregálódása közti különbség
Számos társadalomkutató tudós azt állítja, hogy a latinok szegregálódása kevésbé markáns, mint a feketéké. Ez alatt azt értik, hogy a latinok szegregálódásának oka az alacsony (társadalmi-gazdasági) osztályhelyzetük, míg a feketék szegregációja a rasszizmussal mutat összefüggést.
Az 1900-as évek első felében faji elhatárolódás a feketék és a fehérek között Texasban magától értetődő volt, míg a mexikóiak és a fehérek között nem volt. A mexikóiak ugyanúgy járathatták gyerekeiket a fehérekkel egy iskolába és tanulhattak ugyanabban a felsőoktatási intézményben. Egy társaságba járhattak a mexikóiak a fehérekkel és házasodhattak is, míg ugyanez a feketék esetében lehetetlen volt. A faji szegregáció a mexikóiak esetében jóval kevésbé volt jellemző, mint a feketéknél, még akkor is, amikor a feketék magasabb gazdasági státusszal rendelkeztek.
1949-ben választották meg Edward Roybalt a Los Angeles-i városi közgyűlésbe, mint az első mexikói származású képviselőt, majd 1963 és 1993 között a képviselőház tagja volt, ez is jele volt annak, hogy a mexikóiak politikai befolyása az USA-ban nőtt az 1960-as években. 1968-ban Los Angelesben sztrájkot tartottak az iskolákban, követelték, hogy a mexikóiak szegregációját szüntessék meg, tegyenek meg mindent az érettségizettek számának növekedése miatt, illetve követelték, hogy helyezzék vissza állásukba azon elbocsátott tanárokat, akik a diákmozgalmakat támogatják.
1972-ben a Csikánó Mozgalom egyik fontos éve volt, ugyanis megszületett a La Raza Unida (Egyesült Emberek Pártja) létrehozásáról szóló egyezmény, amivel a csikánók célja az volt, hogy a párt az Amerikai Egyesült Államok harmadik legerősebb politikai erejévé váljon.

### Szegregált iskolák
Bizonyos esetekben a mexikóiaknak kötelező volt gyerekeiket "mexikói iskolába" íratni, ahol az osztálytermek felszerelése rosszabb, a tanév pedig rövidebb volt és az oktatás színvonala nem felelt meg az általános követelményeknek.
1923-ban Texas Állam Oktatási Felügyelői Bizottsága megállapította, hogy a nem fehér osztályoknak a tanév 2,4 hónappal volt rövidebb, mint az angol-amerikaiaknak. Egyesek úgy értelmezték a rövidített tanévet, mint "társadalmi nyomásgyakorlás" megteremtését annak érdekében, hogy mexikói származásúak közül minél több szakképzetlen munkás legyen, amire szüksége a korabeli gazdaságnak. A kevesebb oktatás miatt a mexikóiak a társadalmi ranglétra aljára kerültek. Miután korlátozták a mexikói származású diákoknak a tanítási napok számát, előírták nekik, hogy dolgozzanak a mezőgazdaságban illetve vállaljanak idénymunkát. Ennek következtében a magasabb színvonalú oktatással járó társadalmi felemelkedésre az esély csekély maradt számukra.

## Mexikói közösségek

### Arizona
- Phoenix: A városban él az USA ötödik legnagyobb mexikói közössége.
- Tucson-i agglomerációs övezet: Az 1 millió lakos 30,8%-a mexikói származású.

### Colorado
- Denver: A 2010-es népszámlálási adatok szerint mintegy 1 millió mexikói származású lakosa van a városnak.[22]
- Greeley: A város lakosságának harmada hispán származású, többségében mexikói.
- Dél-Colorado: Colorado déli részén a spanyol gyarmatosításoknak köszönhetően érkezett és maradt meg sok mexikói telepes. Pueblo lakosságának majdnem a fele hispán származású, többnyire mexikói. Emellett La Junta, Rocky Ford, Las Animas, Lamar, Walsenburg, és Trinidad településeken többségben vannak a mexikói származású lakosok.

### Illinois
- Chicago-i agglomerációs övezet: A térségben 1,5 millió mexikói származású lakos él.

### Nevada
- Las Vegas: A lakosság 31%-a hispán származású, ezen belül a mexikóiak aránya 24%.
- Reno: A lakosság 24,3%-a hispán származású.

### New York
- New York- agglomerációs övezet: az USA nyolcadik legnagyobb mexikói közösségével rendelkezik, arányaiban Brooklynban és East Harlemben a puerto ricoiak mellett itt él a legtöbb mexikói.

### Kalifornia
- Los Angeles: A városban mintegy 1,2 millió fő mexikói származású él, a Los Angeles-i agglomerációs övezetben 6,3 millió fő mexikói származású lakos él, amivel az Egyesült Államok legnépesebb mexikóiak által lakott térsége.
- East Los Angeles: A lakosság 97%-a hispán származású, ezen belül 88%-a mexikói. A város lakosságának 40%-a hivatalosan mexikói, beleértve az USA-ban született mexikóiakat is.[23]
- San Francisco Bay Area: A térségben 1 millió hispán származású ember él, akik többsége mexikói. San Francisco mexikói negyede a Mission District, ahol a lakosság 10-20%-a mexikói . A térségben San Joseban és Oaklandban élnek legnagyobb arányban. San Joseban él a térségben a legtöbb mexikói, Oaklandben a lakosság 25%-át ők adják.
- San Diego: Minden harmadik lakosa hispán származású, többségük mexikói.
- Központi-völgy: Sacramento és San Joaquín-völgy térsége is jelentős mexikói lakossággal rendelkezik.

Ezenkívül jelentős számú mexikói közösség él San Bernardino , Culver City, Long Beach, Pomona, Riverside, Indio és Coachella településeken.

### Texas
- Dallas–Fort Worth városkomplexum: 1,5 millió mexikói él a térségben, amivel itt található az USA-ban a harmadik legnépesebb külföldi születésű mexikóiak közössége.
- San Antonio: A lakosság több mint a fele (53%) 705.330 fő mexikói származású, amivel az USA második legnagyobb arányban mexikóiak által lakott városa.
- Laredo: A legfontosabb amerikai határátkelőhely, ami Nuevo Laredoval határos, a lakosok többségének spanyol az anyanyelve.

Továbbá jelentős mexikói közösség él El Paso településen, valamint Dél-Texasban. Ez utóbbi területet a Rio Grande határolja nyugatról és délről, keletről pedig a Mexikói-öböl. A területen Laredo, Corpus Christi és Brownsville települések rendelkeznek jelentős mexikói közösségekkel.

### Új-Mexikó
- Albuquerque: A lakosság 46,7%-a hispán származású, aminek többsége mexikói.
- Santa Fe: A város hagyományosan a mexikóiak kulturális központja Új-Mexikóban.

## Híres emberek

### Történelmi személyiségek

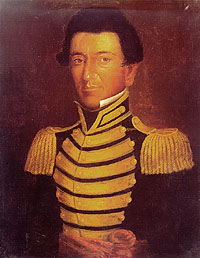
Juan Seguin, egy olyan politikai és katonai személyiség volt a Texasi forradalom alatt, aki elősegítette Texas függetlenségének megvalósulását .
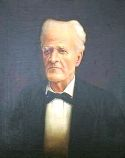
Antonio Menchaca, a texasi forradalomban harcoló katona és politikus volt.
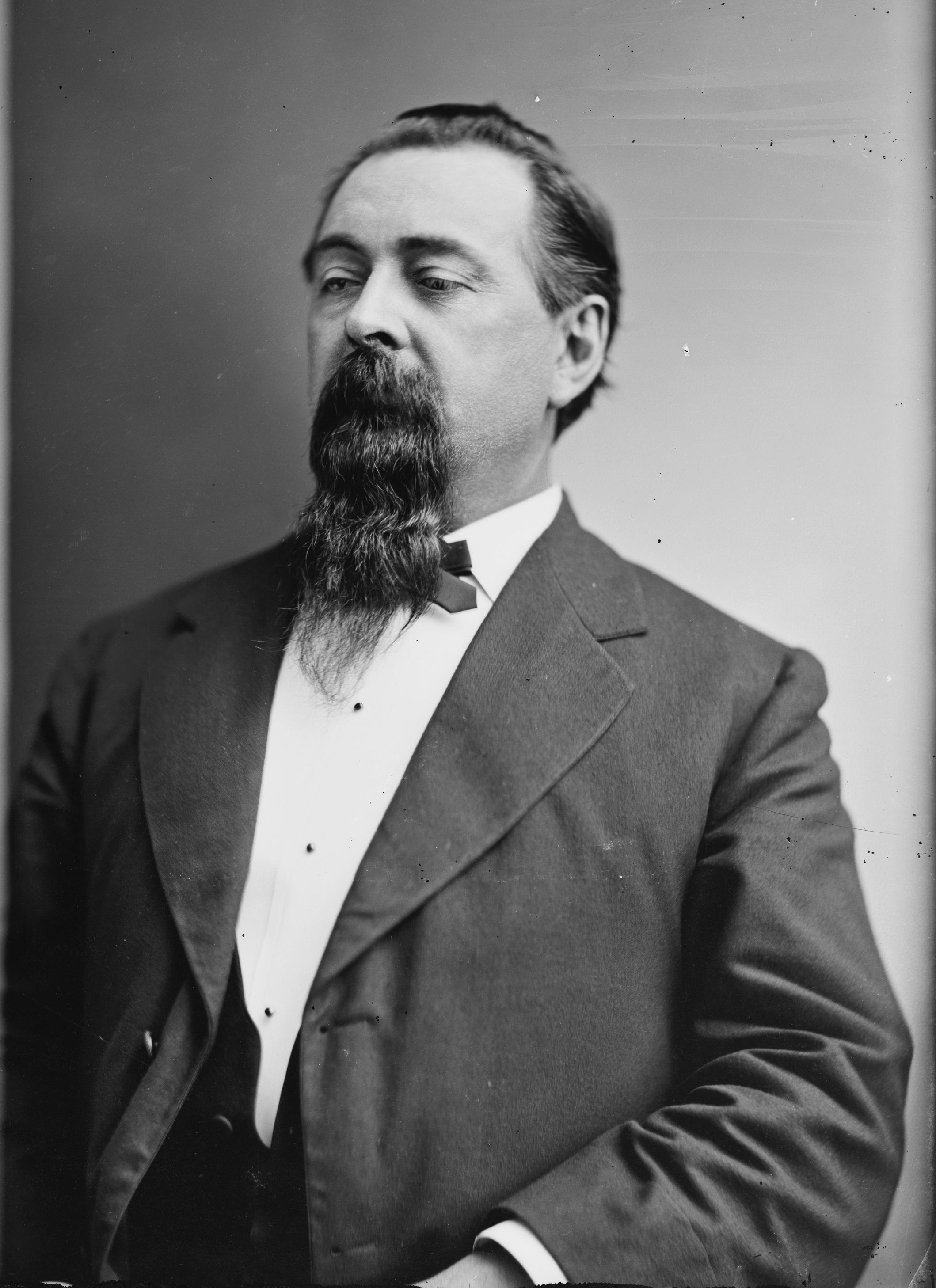
Romualdo Pacheco volt Kalifornia 12. kormányzója. Ő volt Kalifornia első és egyetlen latin származású kormányzója.
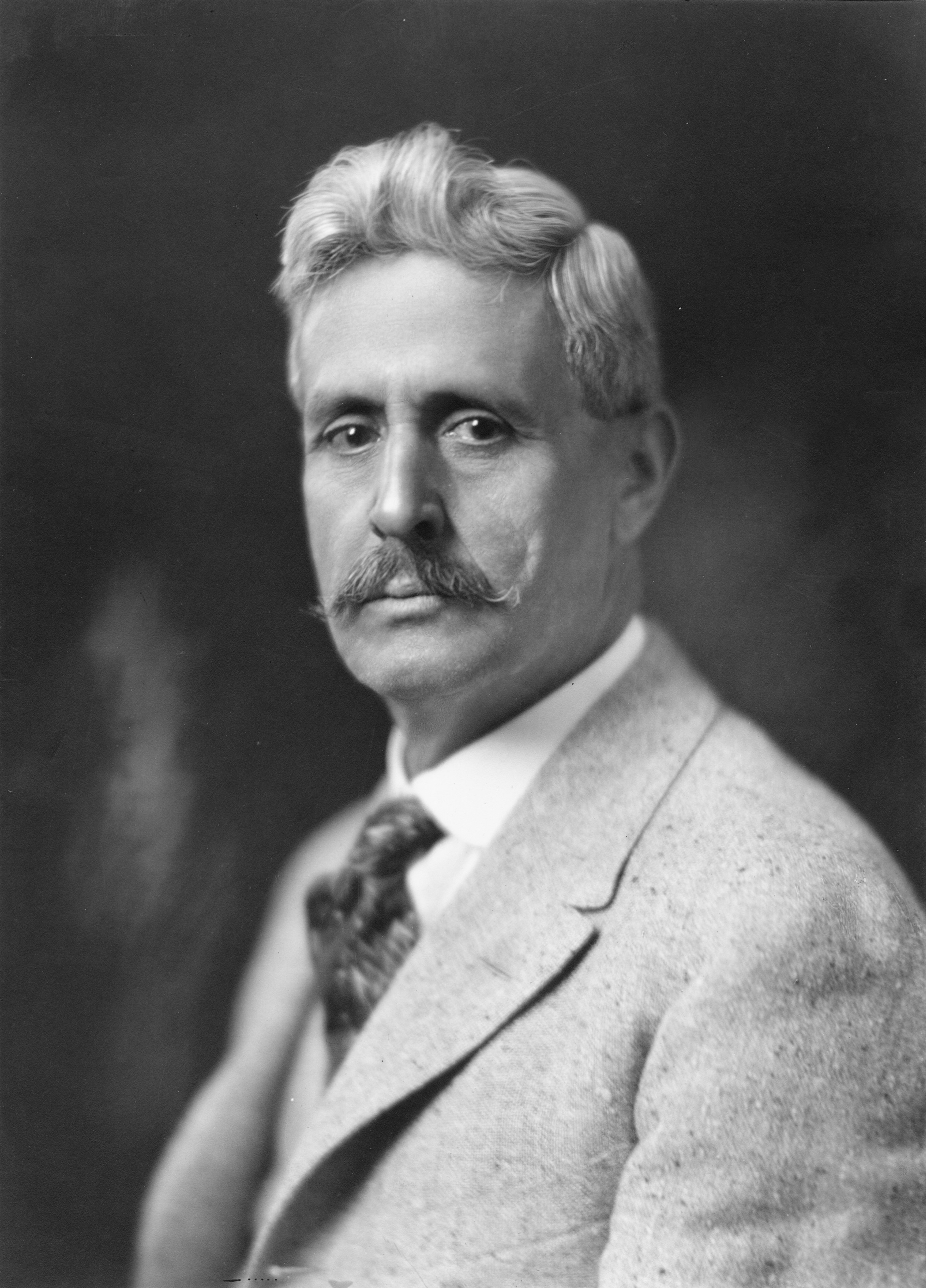
Octaviano A. Larrazolo volt Új-Mexikó negyedik kormányzója és ő volt az Egyesült Államok első hispán származású szenátora.
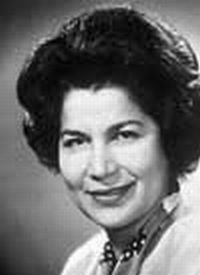
Romana Acosta Bañuelos volt az Egyesült Államok első hispán származású kincstárnoka. (1971–1974).
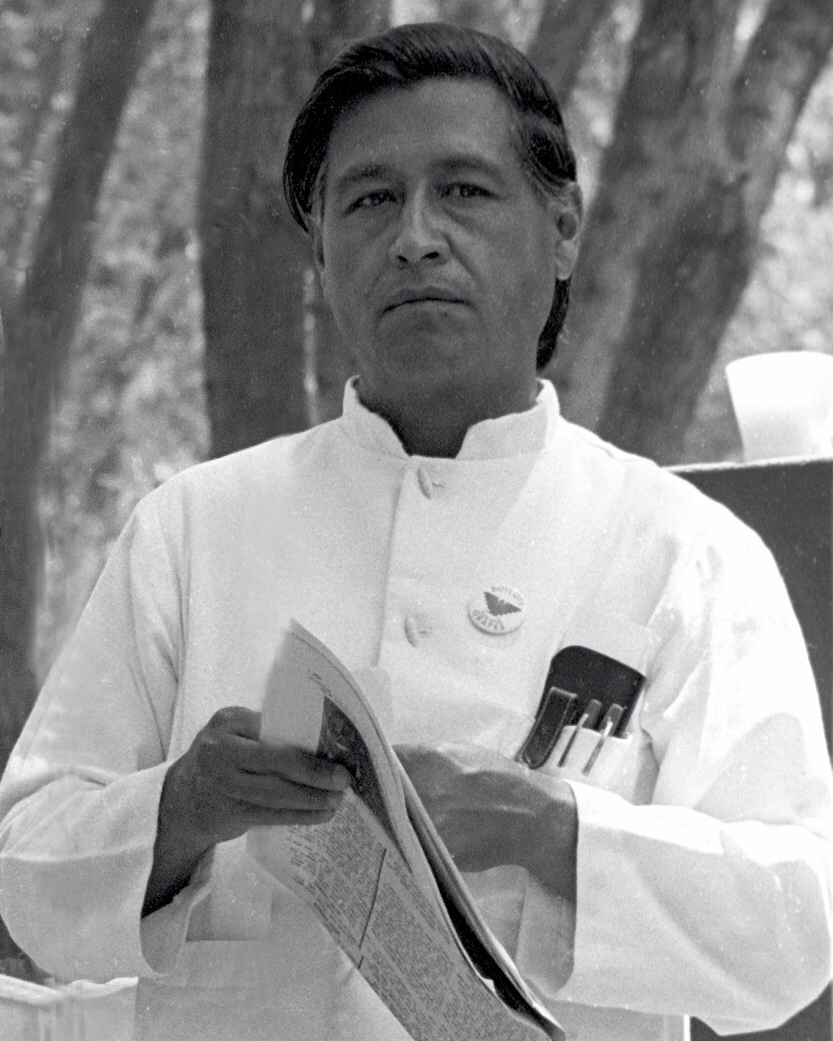
Cesar Chavez szakszervezeti vezető és polgárjogi aktivista volt, aki Dolores Huertaval közösen alapította United Farm Workers mezőgazdasági dolgozói szakszervezetet.
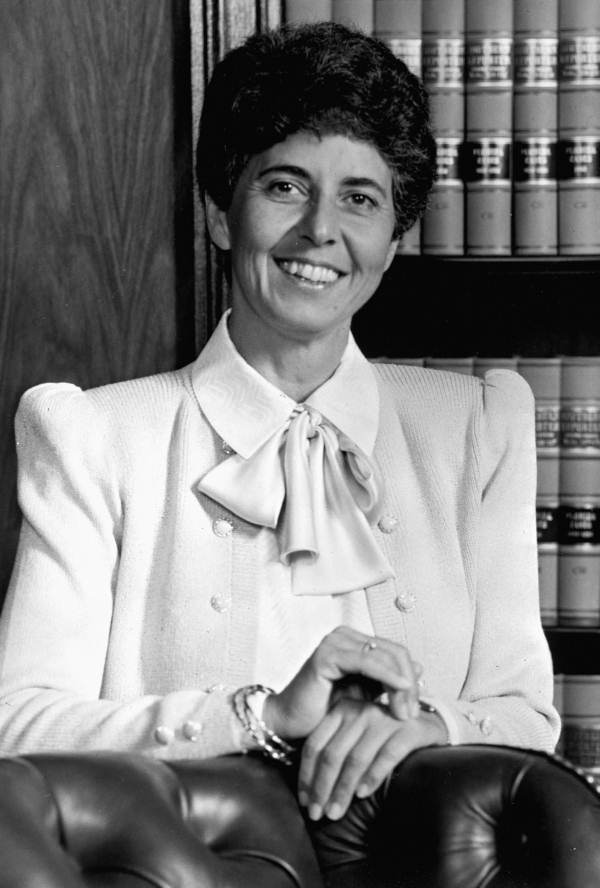
Rosemary Barkett Florida Legfelsőbb Bíróságának első női elnöke volt és az 1981-ben létrejött Irán-Egyesült Államok döntöbíróságának bírója.

### Zene

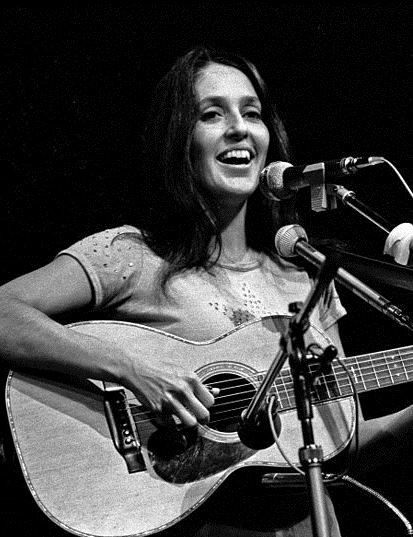
Joan Baez, folk énekesnő, dalszövegíró, zenész és aktivista,[26] akinek kortárs folk zenéje gyakran szól a társadalmi igazságosságról és tiltakozásról.
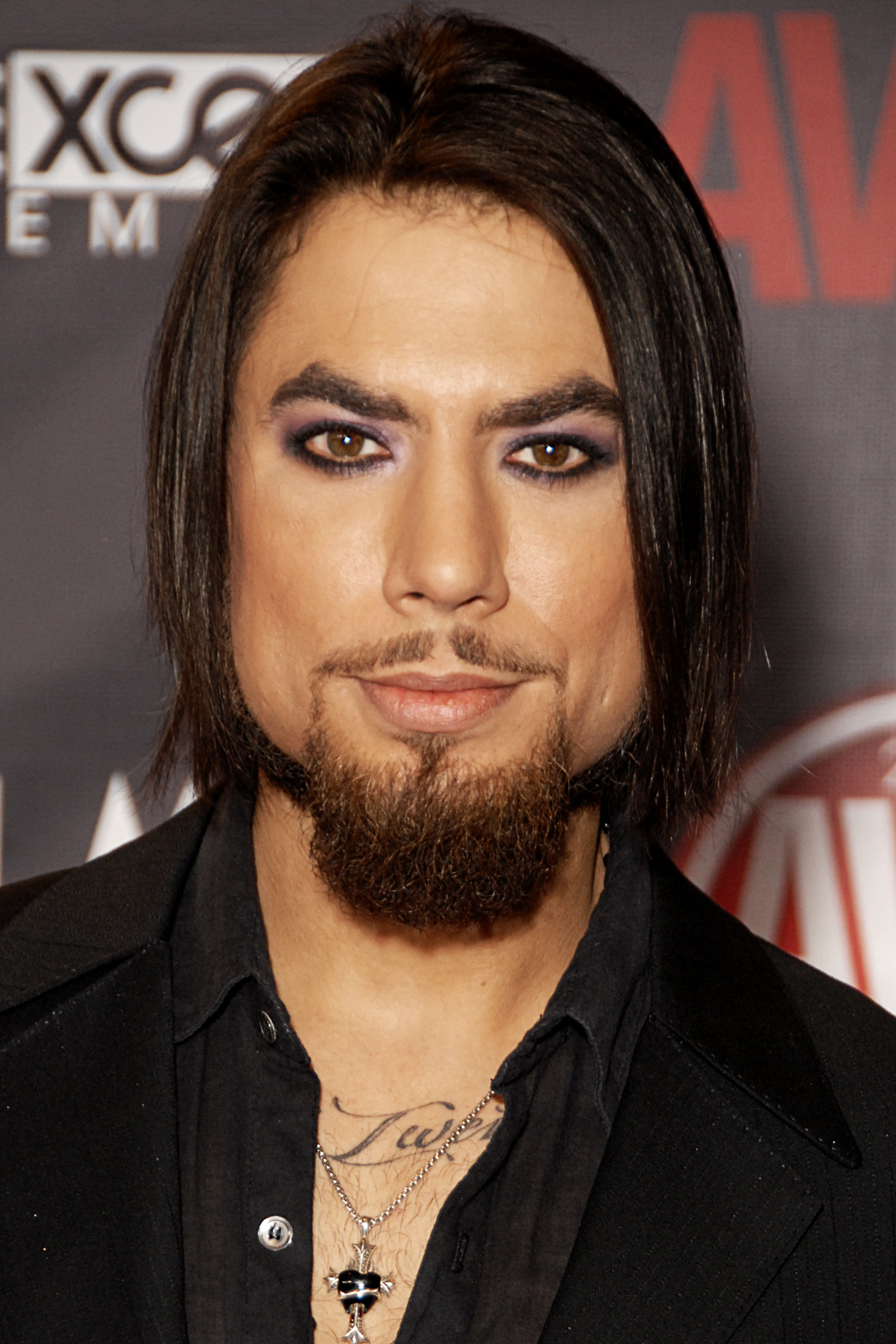
Dave Navarro gitáros, énekes és dalszövegíró, a Jane’s Addiction és a Red Hot Chili Peppers alapító tagja.
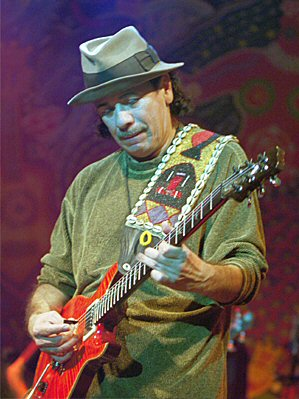
Carlos Santana, a Rolling Stone magazin szerint minden idők legnagyobb gitárosa.[28][29] 10 Grammy-díjat és három Latin Grammy-díjat nyert.
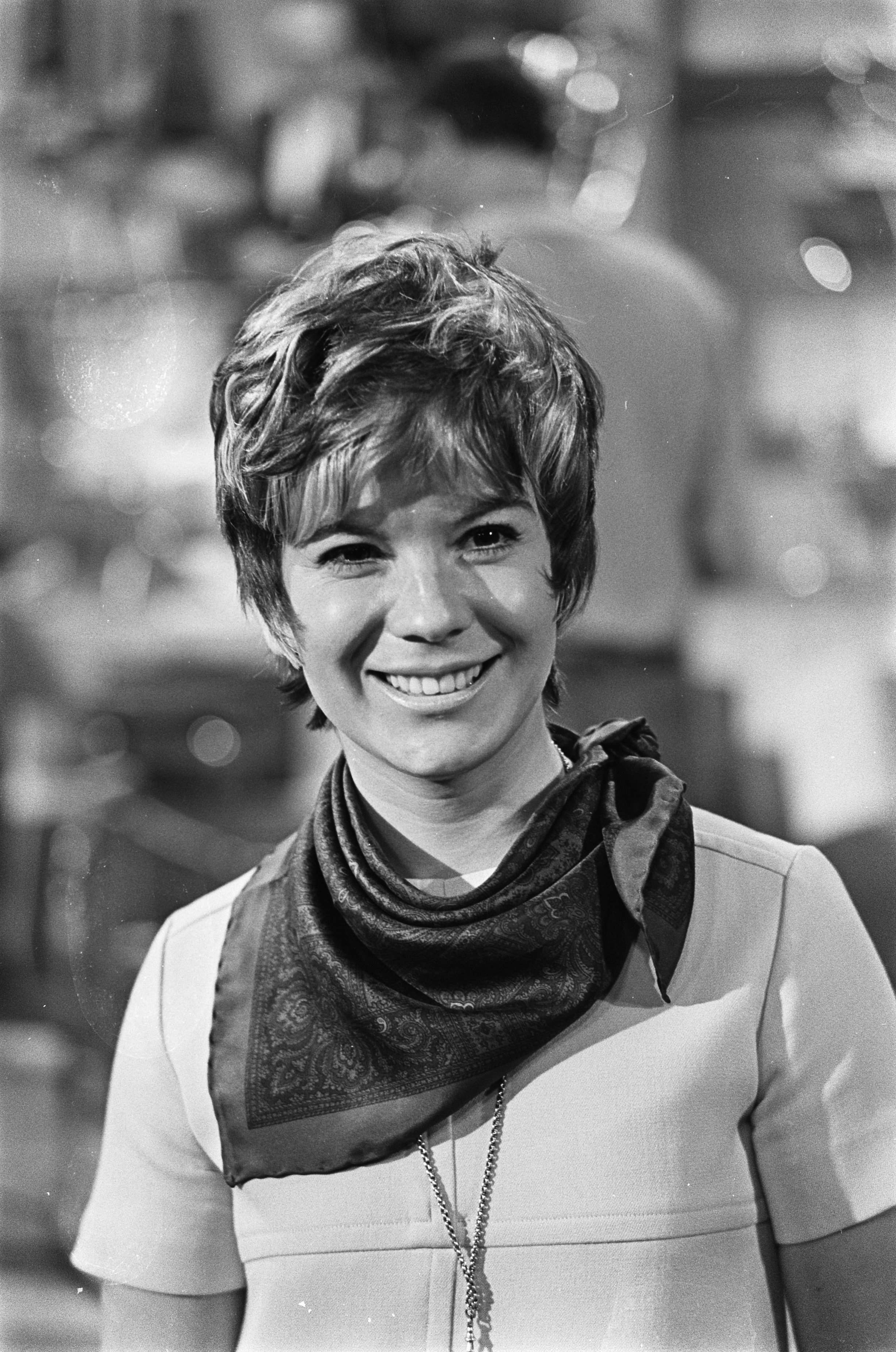
Vikki Carr egy énekesnő, aki különböző zenei stílusokban próbálta ki magát, mint a jazz, pop és country stílusok, amikben mind spanyol nyelven énekelt. 10 kislemeze került az USA kislemez eladási listájára és 13 albuma került az USA pop nagylemez eladáis listájára.
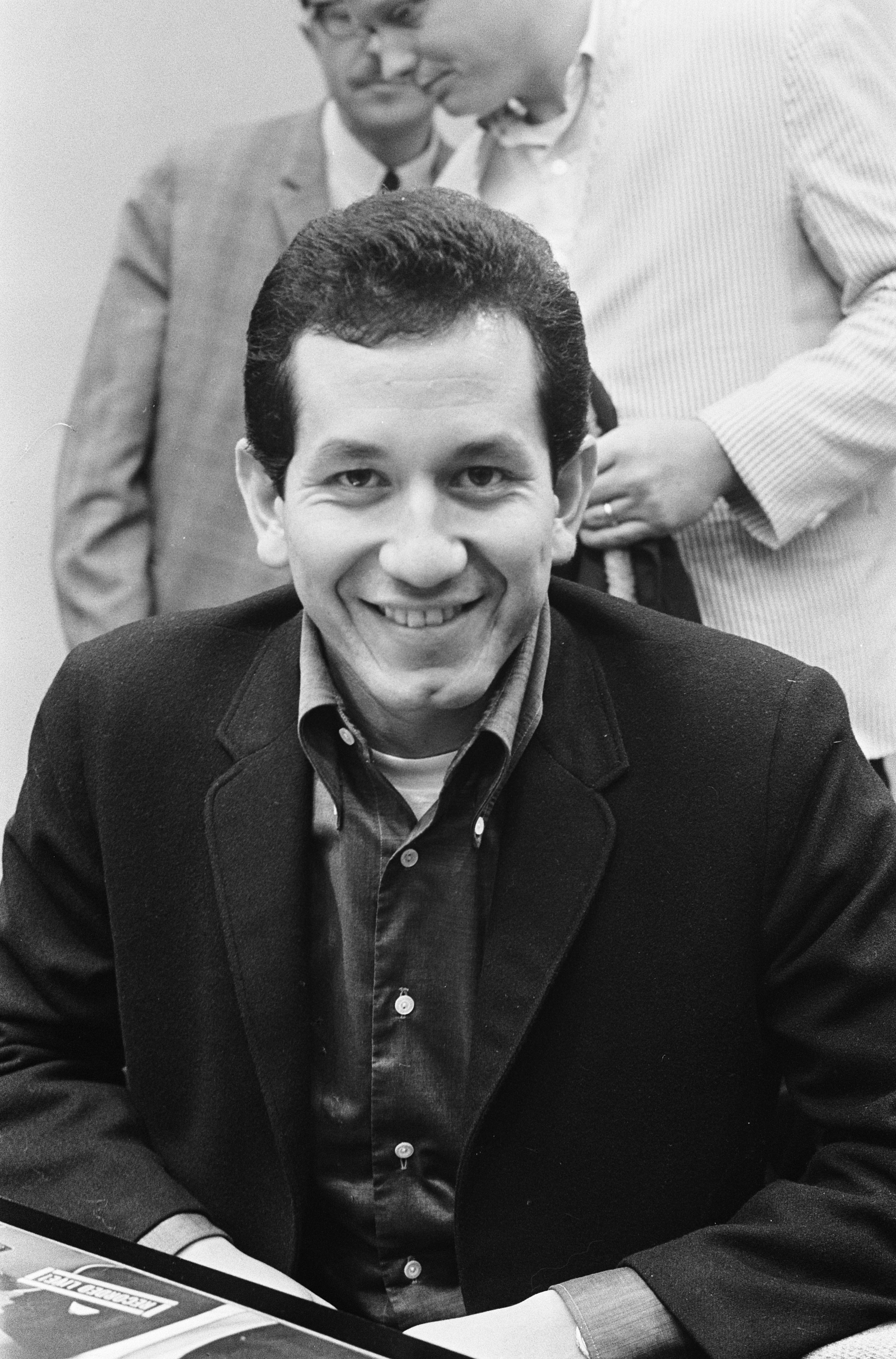
Trini Lopez.
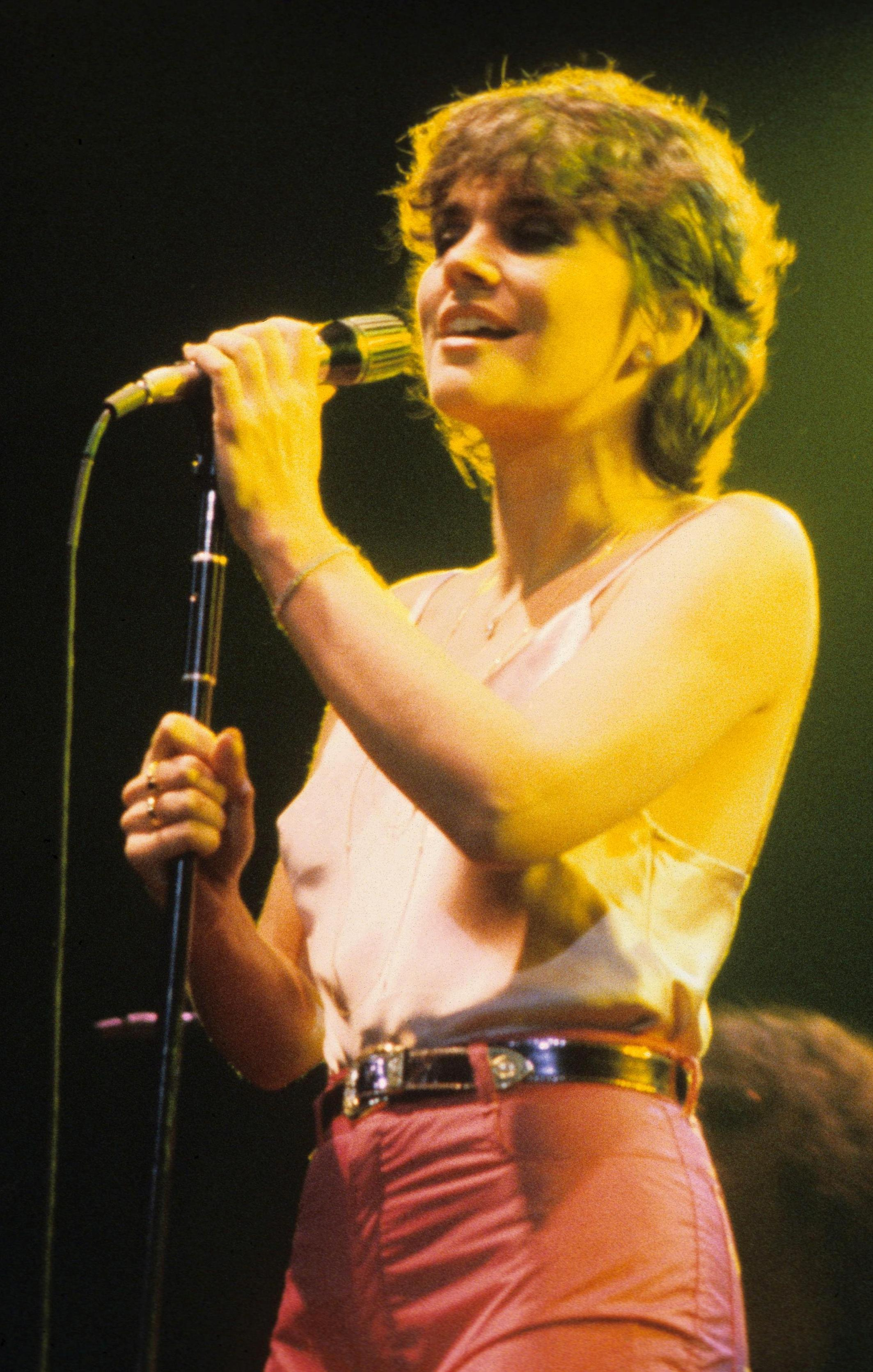
Linda Ronstadt, popzenei énekesnő.
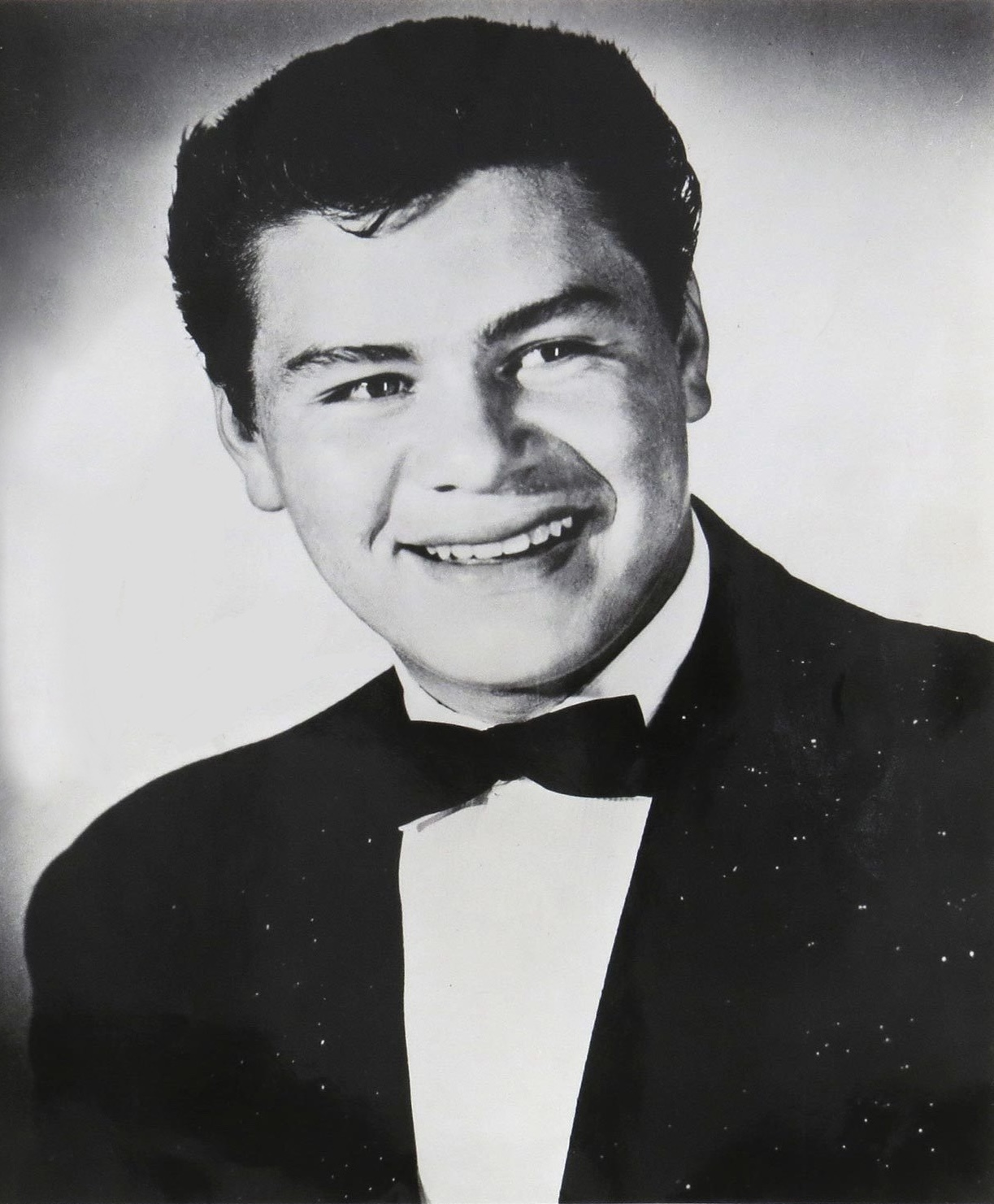
Ritchie Valens énekes, dalszerző, gitáros és a rock and roll úttörője.
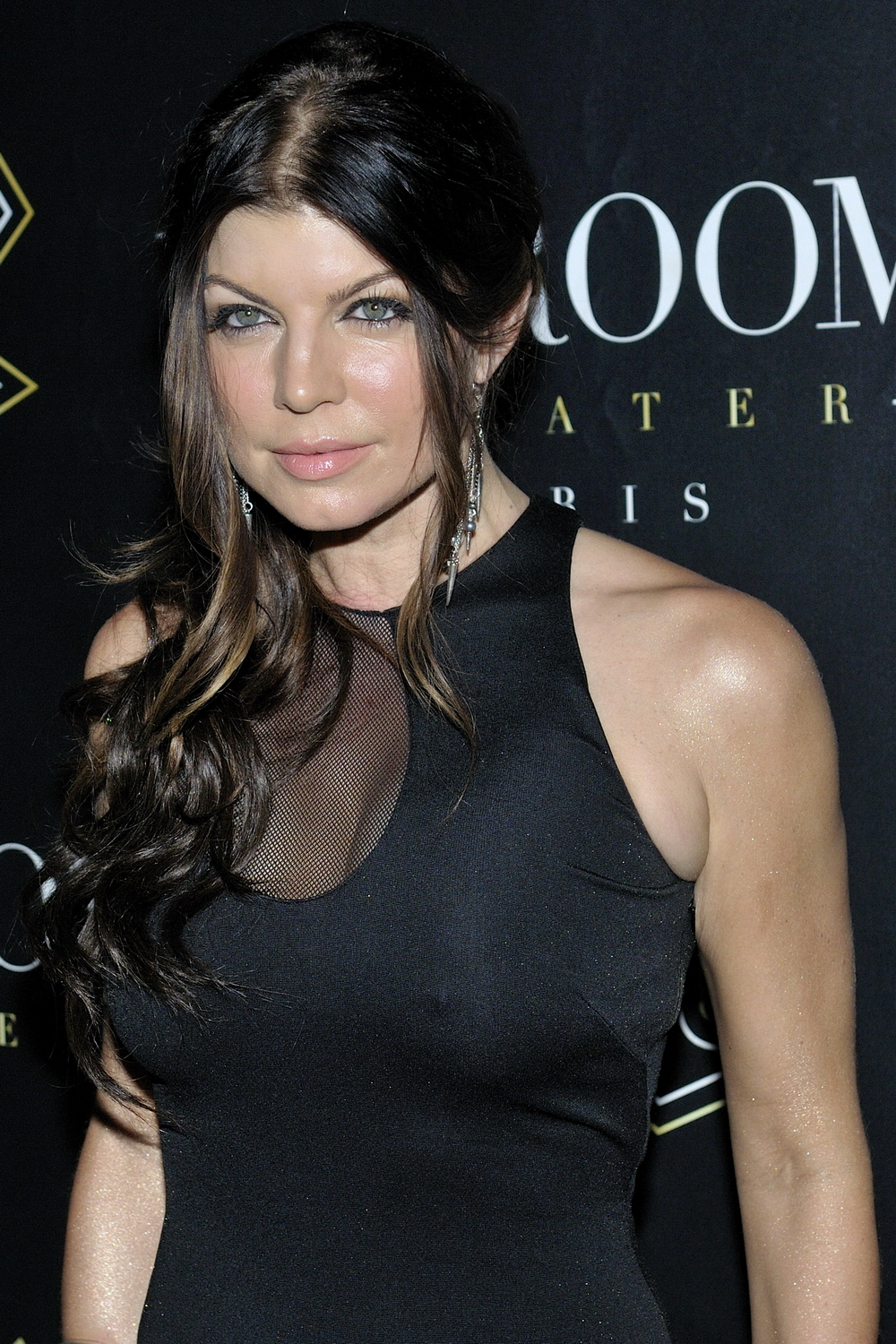
Fergie énekesnő, dalszerző és színésznő.
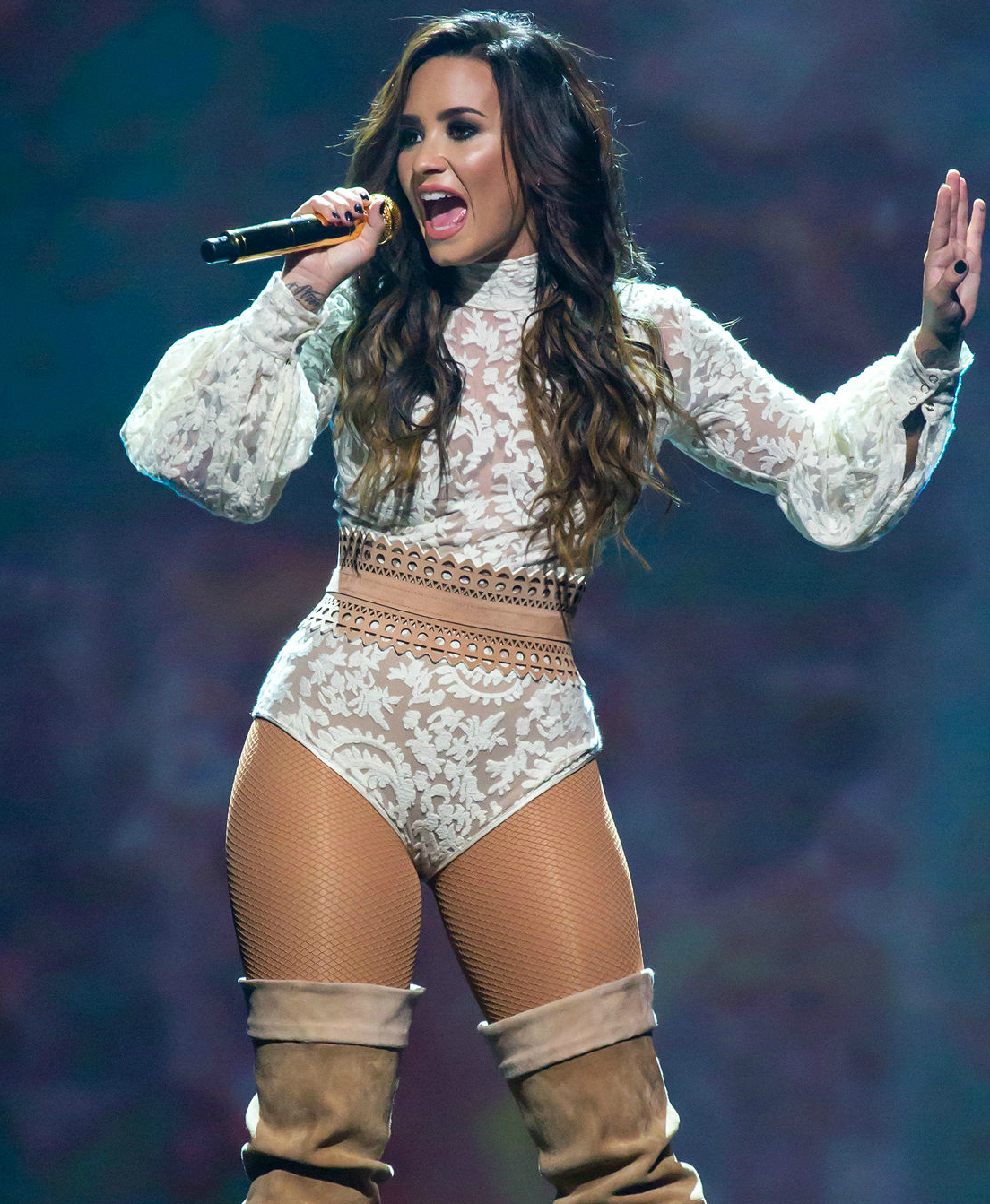
Demi Lovato, dalszerző, színésznő és énekesnő, aki a Barney és barátai című filmsorozatban debütált. 2008-ban Lovato a Disney Channel Rocktábor című televíziós filmben vált ismertté és a Hollywood Recordsszal kötött lemezszerződést.
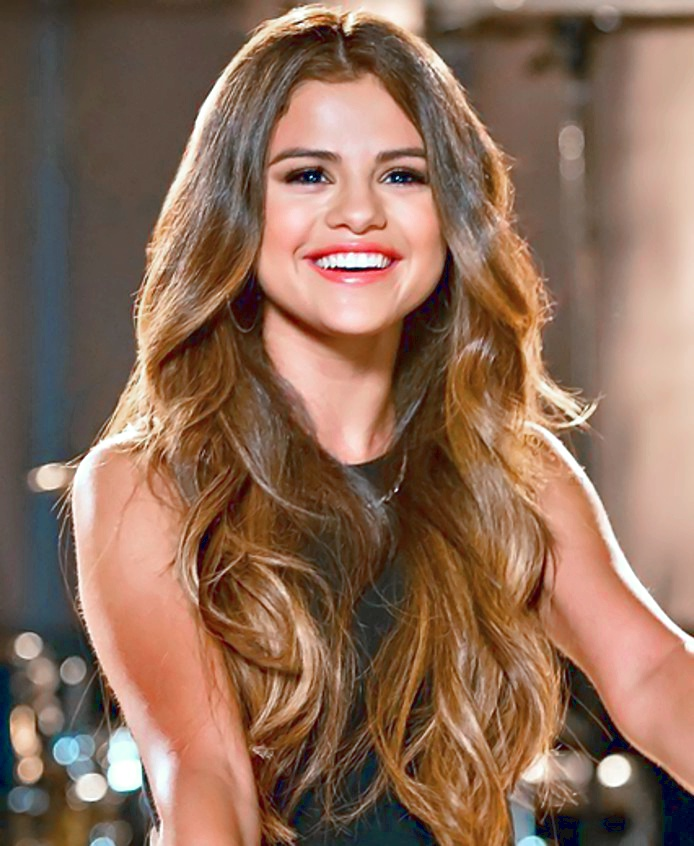
Selena Gomez, színésznő és énekesnő aki pályafutását a Barney és barátai filmsorozatban kezdte és ezzel vált ismertté a 2000-es évek elején. 2008-ban lemezszerződést kötött a Hollywood Recordsszal, ami után megalakult a Selena Gomez & the Scene együttes.
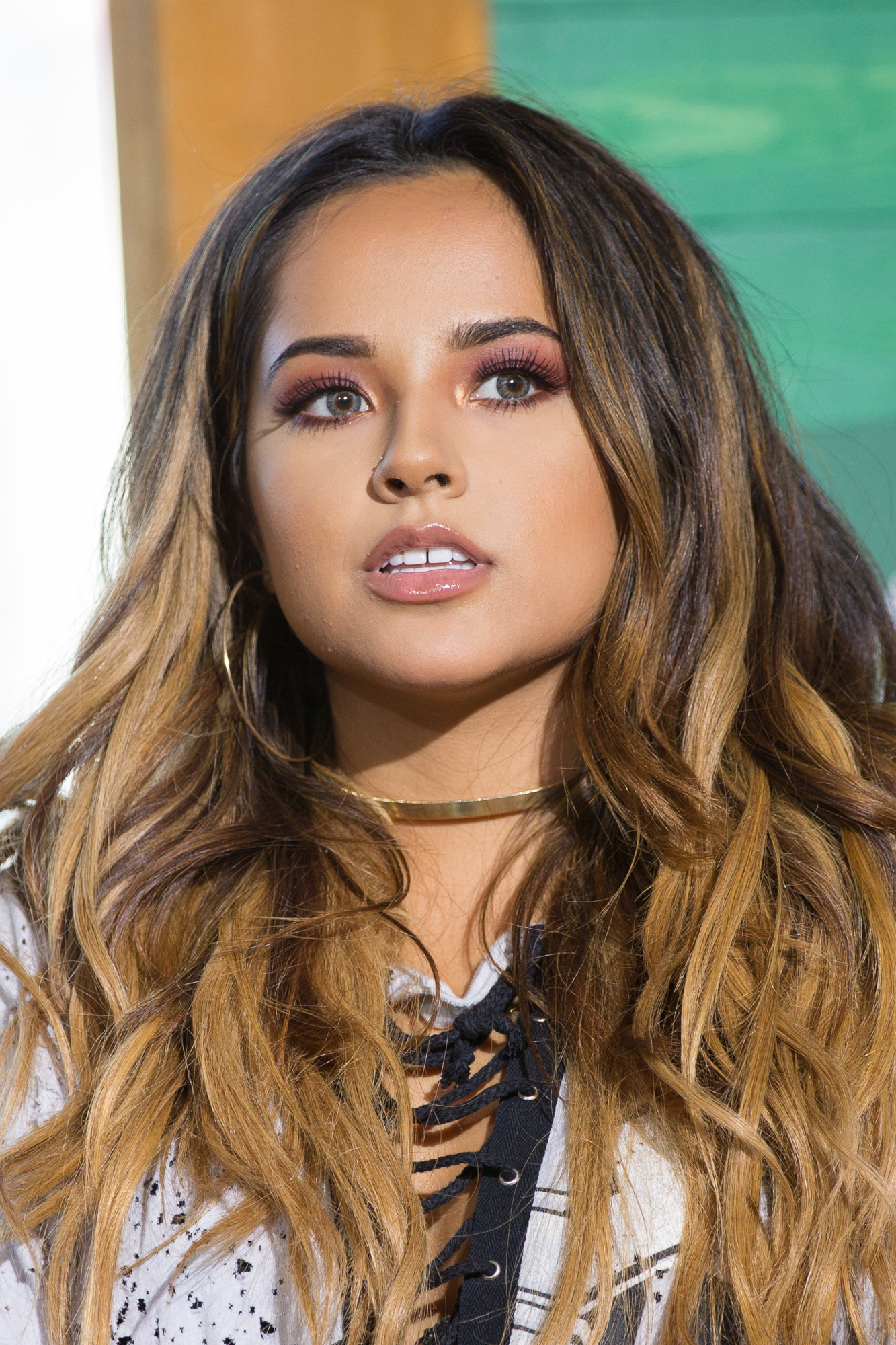
Becky G énekesnő, dalszövegíró, rapper, színésznő és modell. Zenei stílusa a pop-rap.
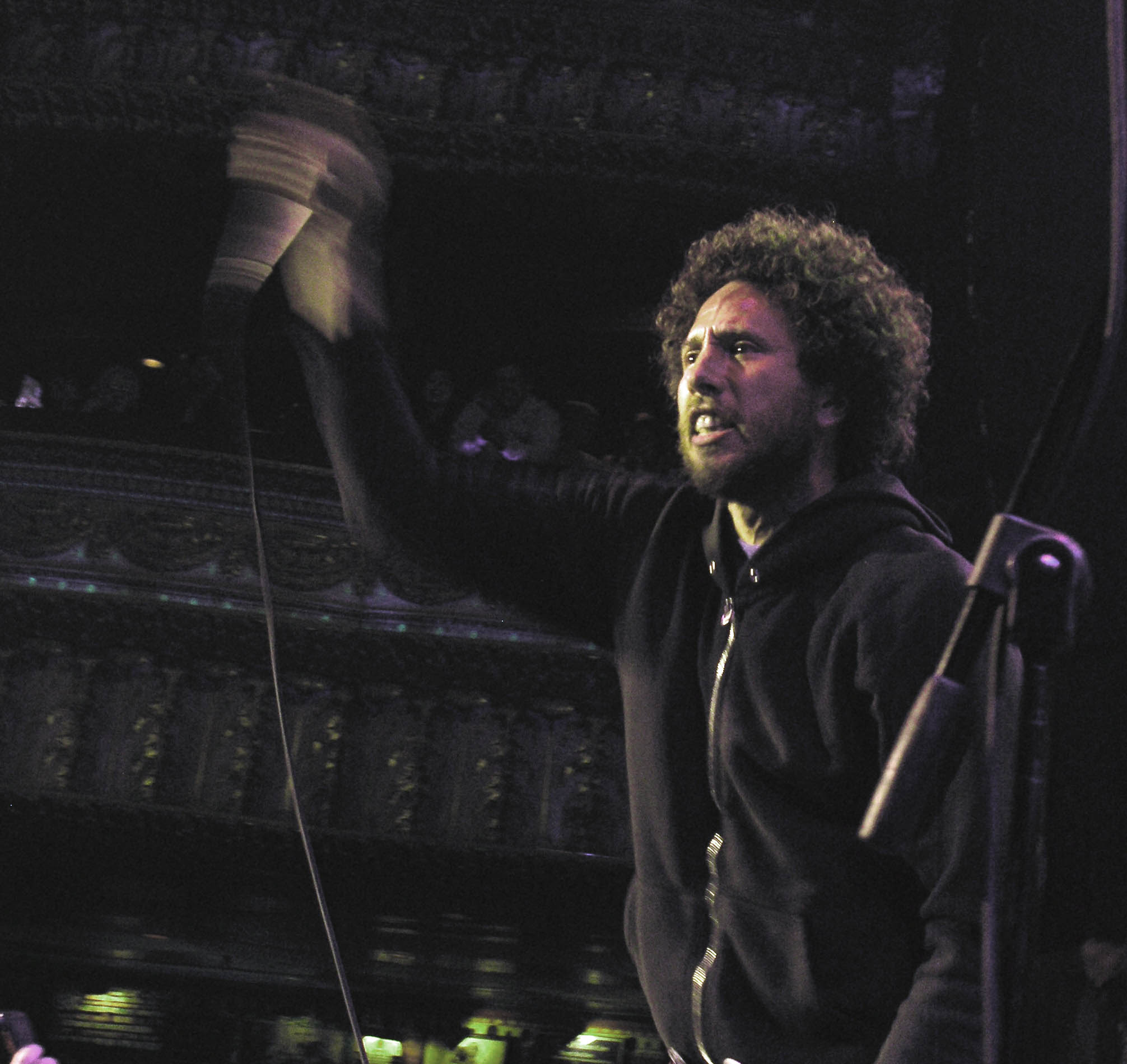
Zack de la Rocha zenész, költő, rapper és aktivista, aki a Rage Against the Machine rap metál együttes vokalistája és dalszövegírója.
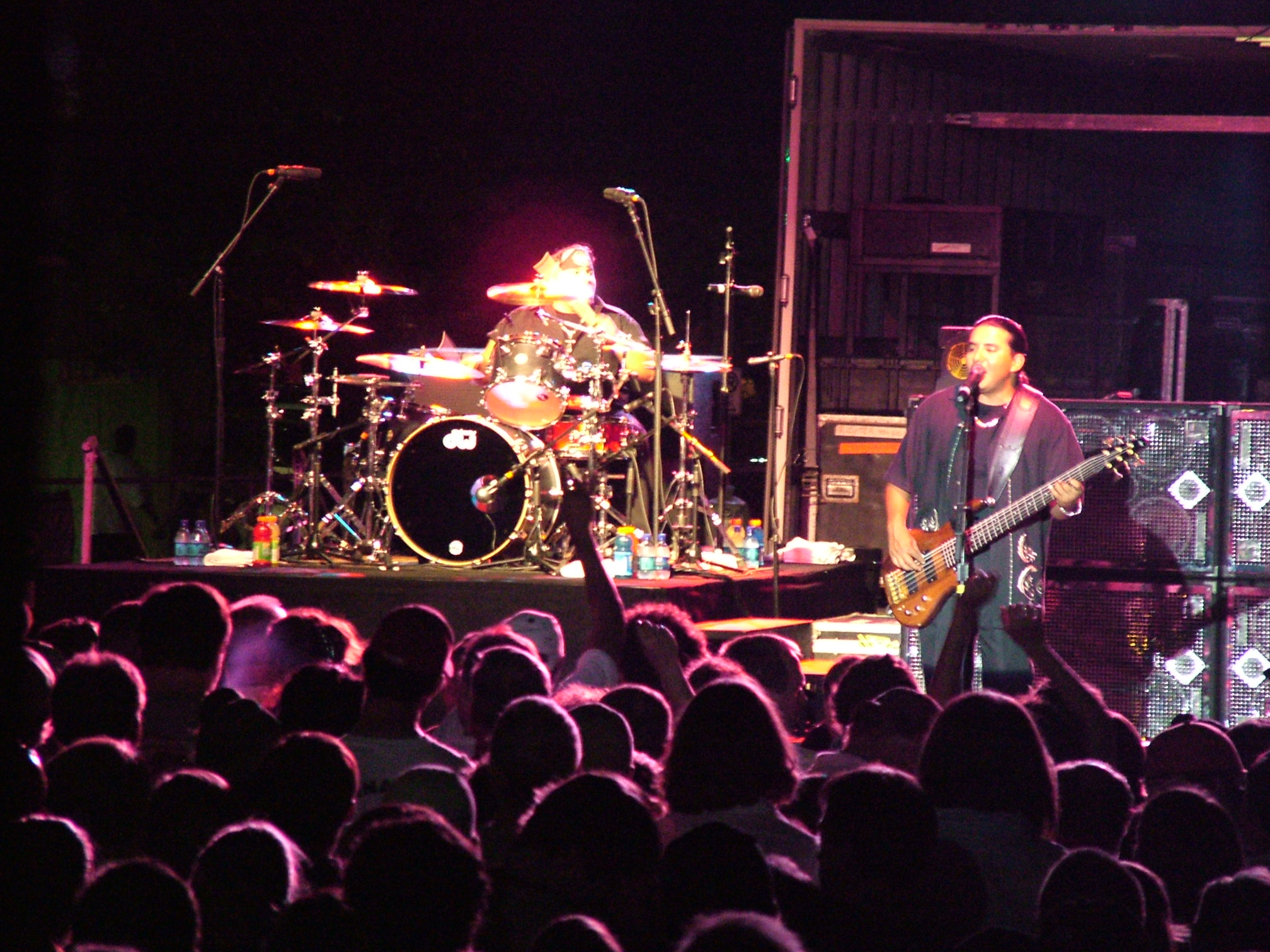
Los Lonely Boys egy rock zenét játszó trió.

## Fordítás
Ez a szócikk részben vagy egészben  a   Mexican Americans című angol Wikipédia-szócikk ezen változatának fordításán alapul.  Az eredeti cikk szerkesztőit annak laptörténete sorolja fel. Ez a jelzés csupán a megfogalmazás eredetét és a szerzői jogokat jelzi, nem szolgál a cikkben szereplő információk forrásmegjelöléseként.